# Karla Aparicio
Karla Aparicio es una bióloga panameña, reconocida por su labor de más de dos décadas promoviendo la educación y activismo en favor del águila harpía, ave nacional de Panamá en peligro de extinción.

## Biografía
Karla Aparicio nació en la Ciudad de Panamá. Cursó estudios en la Escuela República de Chile y el Colegio María Inmaculada. Obtuvo su título universitario en Biología en la Universidad de Panamá en 1996. En 2003 obtuvo una maestría en ciencias en manejo y conservación de vida silvestre en la Universidad Nacional de Costa Rica en Heredia. Su tesis "Ecología, Participación Comunitaria y Conservación del Águila Harpía en la República de Panamá" logró mención honorífica summa cum laude.
Participó activamente en la creación de la Ley n.º 18 de 10 de abril de 2002 que declara el águila harpía como ave nacional de Panamá.
En 2015 creó la Fundación Ciencia y Naturaleza 507, organización no gubernamental enfocada promover la conservación de la vida silvestre, áreas boscosas, áreas protegidas, humedales y otros ecosistemas en peligro con un enfoque en el águila harpía y su entorno. Desde esta organización se apoyan eventos como el festival del águila harpía Festi Harpía, que se lleva a cabo en el Parque Municipal Summit.

## Reconocimientos
- Pergamino de honor por la Dirección Nacional de Promoción de la Participación Ciudadana de la Asamblea Nacional de Panamá por su participación en la creación de la Ley n.º 18 de 10 de abril de 2002,  que declara el Águila Harpía Ave Nacional y dicta otras disposiciones.
- En 2007 recibe el premio “Partners in Flight Leadership Award 2007” por el DoD Partners in Flight, por su contribución al conocimiento y conservación de las aves
- La madre del pichón Otto, nacido en el Parque Nacional Chagres y monitoreado por un año por diversas organizaciones ambientales, fue nombrada Karla en homenaje a Karla Aparicio.[5]

## Libro
- Pistas para encontrar el águila harpía en Panamá, 2008.[2]